# 俗別当
俗別当（ぞくべっとう）とは、俗人身分のままで寺院統轄の責任者である別当を務める者。

## 概要
最澄が弘仁9年（818年）に朝廷に献上した『山家学生式』の中に盗賊や戒律違反を防ぐため、延暦寺に公卿の俗別当の設置を求め、5年後の弘仁14年3月3日（823年4月17日）に藤原三守と大伴国道が延暦寺の俗別当に任ぜられた。承和6年（839年）には東寺にも設置され、以後東大寺・興福寺・法隆寺・金剛峯寺・西大寺などに公卿の俗別当が設置された。時代が下ると、地域の有力者が地元の寺院の俗別当を務める事例も登場した。